# Joaquín Pardo
Joaquín Pardo (* 28. Februar 1946 in Barranquilla; † 16. Oktober 2020 ebenda) war ein kolumbianischer Fußballspieler. 

## Karriere
Joaquín Pardo spielte für die kolumbianischen Vereine Atlético Junior, Deportes Tolima und Deportivo Pereira. Für Atlético Junior absolvierte er 142 Spiele und schoss dabei 14 Tore.
Mit der Kolumbianischen Nationalmannschaft nahm er an der Qualifikation für die Weltmeisterschaft 1966 teil, jedoch belegte das kolumbianische Team den dritten und letzten Platz in der Gruppe. Bei den Olympischen Sommerspielen 1968 in Mexiko-Stadt belegte er mit der kolumbianischen Mannschaft Platz 9.